# Vejita
Vejita er en japansk fiktiv tegneseriefigur, og er en skurk eller en form for antihelt i Akira Toriyamas kendte tegneserie Dragon Ball. Han er prins af den næsten udryddede sayajin-race. Han er samtidig ærkerival til seriens hovedperson Son Gokū og en mægtig kriger. Vejitas far var den gamle konge af planeten Vejita, Kong Vejita. Vejita har ingen kendte søskende. Når Vejita introduceres til serien i bind 17, kommer han til Jorden får at få Son Goku til at rejse med ham, Nappa og Son Gokus bror Raditz så de tre kan rejse ud og finde planeter som de kan udrydde, og derefter sælge. Dette nægter Son Goku så, og sammen med hans venner besejrer de de tre, og dræber Nappa og Raditz. Vejita overlever og spiller igennem resten af serien en blandet rolle. 
Han fungerer til at starte med som en klar modsætning til Son Goku der er varm og kærlig, hvorimod Vejita opfører sig som den Sayajin prins han er. Han er ond og lever primært for kampen. Dog udvikler han sig igennem serien, og begynder først at kæmpe side om side med Son Goku og hans venner, og senere får han også en søn, Trunks og en datter, Bra med mennesket Bulma. Vejitas ultimative mål er dog igennem hele serien at slå Son Goku, men lige meget hvor meget Vejita træner får han aldrig udlignet forskellen imellem dem. 
Vejita viser sig primært i sin blå Sayajin kamp udrustning i den oprindelige Dragonball serie. Han har sort hår som alle andre ægte Sayajiner, men skifter hårfarve til lyst når han forvandler sig til Super Sayajin. Derudover er han i stand til at forvandle sig til en Vargorilla som alle andre Sayajiner. 
Navnet Vegeta er en parodi på det engelske ord vegetable (grønsag). På dansk hedder han som han gør, på grund af udtalelsesmæssige årsager.
 Der er for få eller ingen kildehenvisninger i denne artikel, hvilket er et problem. Du kan hjælpe ved at angive troværdige kilder til de påstande, som fremføres i artiklen.